# Вежбиця (Леґьоновський повіт)
Вежбиця (пол. Wierzbica) — село в Польщі, у гміні Сероцьк Леґьоновського повіту Мазовецького воєводства.
Населення — 557 осіб (2011).
У 1975-1998 роках село належало до Варшавського воєводства.

## Демографія
Демографічна структура станом на 31 березня 2011 року:
|          | Загалом | Допрацездатний вік | Працездатний вік | Постпрацездатний вік |
| -------- | ------- | ------------------ | ---------------- | -------------------- |
| Чоловіки | 268     | 57                 | 185              | 26                   |
| Жінки    | 289     | 70                 | 162              | 57                   |
| Разом    | 557     | 127                | 347              | 83                   |